# Vivianna Torun Bülow-Hübe
"Vivianna" Torun Bülow-Hübe, más conocida como Torun (Malmö, 4 de diciembre de 1927–Dinamarca, 3 de julio de 2004) fue una de las plateras y maestra joyera sueca. Una de las mujeres joyeras más importantes de Suecia del siglo XX, la primera en tener su propio estudio y la primera mujer platera que alcanzó reconocimiento internacional. Entre sus obras más importantes se encuentran el reloj Vivianna, la pulsera Mobius y los pendientes y collares Dew Drop.

## Trayectoria
Nacida Torun Bülow-Hübe, creció en Malmö con su madre escultora, su padre urbanista y tres hermanos mayores. Toda su familia era creativa: una hermana se convirtió en poeta y su hermano y otra hermana se convirtieron en arquitectos. Comenzó a fabricar joyas cuando era adolescente. Asistió a la Universidad de Artes, Oficios y Diseño de Estocolmo en Konstfack. Realizó su primera exposición a los 21 años. En 1948 viajó a París y Cannes, donde conoció a los pintores Pablo Picasso, Georges Braque y Henri Matisse. Unos años más tarde abrió su propio estudio, lo que la convirtió en la primera mujer platera de Suecia con taller propio.
Tuvo a su primera hija, Pia, a la edad de 18 años y más tarde se casó con el padre, un estudiante de periodismo danés, pero el matrimonio duró poco. En 1948, se casó con su segundo marido, un arquitecto francés, con quien tuvo un segundo hijo, Claude. Este mismo año, como no quería diseñar joyas para que las esposas de hombres ricos nos las usaran por seguridad, comenzó a hacer lo que llamó "joyas anti-estatus" con alambre de plata retorcido adornado con cristales y piedras.
Se divorció en 1956 y perdió la custodia de Claude. Luego se volvió a casar y se mudó a París con su tercer marido, el pintor afroamericano Walter Coleman, con quien más tarde tuvo dos hijos, Ira y Marcia. En 1958 la familia se trasladó a Biot, en el sur de Francia, para evitar los problemas políticos que atravesaban en París como consecuencia de la guerra de Argelia y en 1965, se separaron.

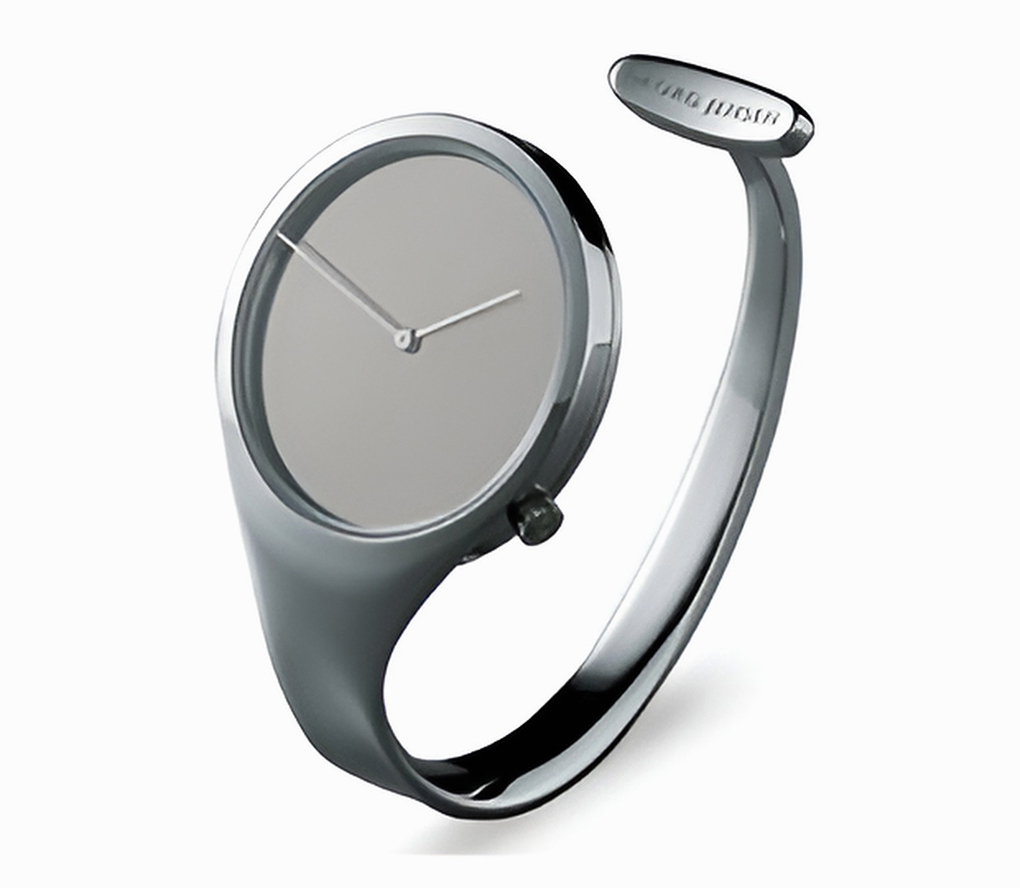
Reloj Vivianna

En 1959, diseñó el collar Mobius, que incluía una gota de cristal de plomo para colocarla sobre el hombro de quien la usaba, que fue descrito como un "hito en la historia de la joyería moderna". En 1962, diseñó un reloj de pulsera de acero inoxidable tipo brazalete para una exposición en el Museo de Artes Decorativas de París, que más tarde se convirtió en el primer reloj de pulsera producido por la empresa danesa de plata Georg Jensen.
Después de la ruptura de su tercer matrimonio, se convirtió en miembro del movimiento espiritual internacional Subud. Como símbolo de este cambio espiritual, adoptó "Vivianna" como nombre adicional en 1967, año en el que también, lanzó la colección Torun junto a la firma Georg Jensen. Un año después, en 1968 se mudó a Alemania para estar más cerca de una comunidad Subud.
Luego conoció al platero danés Georg Jensen, para quien comenzó a diseñar exclusivamente en 1969. Fue la diseñadora detrás de algunos de los diseños de joyas más famosos de la firma, incluidos Mobius, The Vivianna / Open Watch, Beans, Forget me knot y Hidden Heart. Fue la segunda diseñadora más famosa de Georg Jensen, detrás del propio Jensen.
Las joyas de Torun se inspiraban en formas naturales como flores, hojas, remolinos y el flujo del agua. Se describen como sobrias, minimalistas y sencillas. Era reconocida por su capacidad de moldear materiales sólidos en formas aparentemente flexibles, de modo que el metal fluye como agua alrededor del cuello y los hombros de la usuaria. No utilizaba piedras preciosas, prefiriendo en su lugar guijarros, granito, cristal de roca, piedra lunar y cuarzo. Sus piezas fueron usadas por celebridades como Billie Holiday, Ingrid Bergman y Brigitte Bardot, y entre sus clientes se encontraban Picasso, Chester Himes y Duke Ellington.
En 1978, se mudó a Yakarta, la cuna del movimiento Subud. En 2002, tras ser diagnosticada con leucemia, abandonó Indonesia para vivir con su hija Marcia en Dinamarca hasta su muerte en 2004 a la edad de 76 años.

## Reconocimientos
En 1960, recibió una medalla de oro en la Trienal de Milán de 1960 y también ganó el Premio Americano Lunning de diseño, otorgado anualmente a diseñadores escandinavos innovadores en sus treinta años.
En 1992, el rey Carlos XVI Gustavo de Suecia le concedió la Medalla del Príncipe Eugenio por sus destacados logros artísticos. Este mismo año, también, la firma Georg Jensen organizó una exposición en homenaje a sus 25 años de vinculación con Torun, sus 45 años de trabajo con la plata y su 65 cumpleaños; y el Museo de Artes Decorativas del Louvre realizó una retrospectiva de 45 años de la obra de Torun.
En 2006 se publicó su biografía Torun. Conversations with Vivianna Torun Bülow-Hübe, escrita por Ann Westin.
Su obra se puede ver en el Museo de Arte Moderno de Nueva York, el Museo Nacional de Suecia de Estocolmo, el Museo de Artes Decorativas de Montreal, el Louvre de París, la Worshipful Company of Goldsmiths de Londres y en la Pinakothek der Moderne de Múnich. Sus joyas y artículos para el hogar se venden a través de las marcas Georg Jensen, Bed Bath & Beyond y Amazon. 